# Бузанов, Иван Феоктистович
Иван Феоктистович Бузанов (29 апреля [12 мая] 1903, Новая Прага, Херсонская губерния — 10 января 1984, Киев) — советский растениевод, академик ВАСХНИЛ (1956-84).

## Биография
Родился 29 апреля 1903 года в селе Новая Прага (ныне — Кировоградская область Украины). 
В 1928 году окончил Одесский сельскохозяйственный институт. 
С 1930 года работал во Всесоюзном научно-исследовательском институте сахарной свёклы и проработал там всю свою долгую и плодотворную жизнь: с 1930-по 1937 год научный сотрудник, с 1937 по 1941 год — заведующий отделом, с 1941 по 1970 год директор, с 1970 по 1975 год заведующий лабораторией и с 1975 по 1984 год — научный консультант.
Скончался 10 января 1984 года в Киеве. Похоронен на Байковом кладбище.

## Научные работы
Основные научные работы посвящены физиологии растений, в частности физиологии сахарной свёклы.
- Выяснил закономерности зависимости физиологии сахарной свёклы от факторов внешней среды.
- Разрабатывал научные основы повышения урожайности этой культуры.

## Награды и премии
- орден Ленина (26.02.1958; 11.05.1963)
- орден Октябрьской Революции (28.04.1973)
- 3 ордена Трудового Красного Знамени (18.11.1942; 23.01.1948; 12.06.1954)
- медали
- Ленинская премия (1960)

## Семья
Сын — Виктор Иванович Бузанов, лауреат Ленинской и Государственной премий СССР.